# Big Brother Famosos 2022
O Big Brother Famosos 2022 foi a 4.ª edição do Big Brother Famosos e foi apresentada por Cristina Ferreira. Estreou no dia 2 de janeiro de 2022 e terminou no dia 27 de fevereiro de 2022. O Big Brother é a versão portuguesa do formato holandês do reality show Big Brother, produzido pela Endemol Shine Iberia e exibido pela TVI e TVI Reality. Esta edição marcou a estreia de Cristina Ferreira na apresentação de reality shows.
Esta edição do Big Brother Famosos ficou marcada por uma situação de uma alegada agressão física do concorrente Bruno de Carvalho contra a concorrente Liliana Almeida - que mais tarde se tornaria sua esposa -, o que motivou uma queixa da Comissão para a Cidadania e Igualdade de Género no Ministério Público. Ao contrário do que aconteceu na primeira edição do Big Brother (2000), em que o concorrente Marco Costa agrediu fisicamente a concorrente Sónia Veiga, tendo sido expulso por causa dessa agressão, a produção do Big Brother decidiu não expulsar Bruno de Carvalho.

## Concorrentes[7]
| Nome              | Ocupação                                                     | Idade | Posição                                | Ref.ª  |
| ----------------- | ------------------------------------------------------------ | ----- | -------------------------------------- | ------ |
| Kasha Pereira     | Cantor                                                       | 32    | Vencedor em 26 de fevereiro de 2022    | [ 8 ]  |
| Jorge Guerreiro   | Cantor                                                       | 40    | 2.º lugar em 26 de fevereiro de 2022   | [ 9 ]  |
| Catarina Siqueira | Atriz                                                        | 35    | 3.º lugar em 26 de fevereiro de 2022   | [ 10 ] |
| Marta Gil         | Atriz e apresentadora                                        | 36    | 4.º lugar em 26 de fevereiro de 2022   | [ 11 ] |
| Mário Jardel      | Ex-jogador de futebol                                        | 48    | 5.º lugar em 26 de fevereiro de 2022   | [ 12 ] |
| Liliana Almeida   | Cantora                                                      | 38    | 7.ª Expulsa em 20 de fevereiro de 2022 | [ 13 ] |
| Bruno de Carvalho | Ex-Presidente do Sporting Clube de Portugal, Empresário e DJ | 49    | 6.º Expulso em 13 de fevereiro de 2022 | [ 14 ] |
| Jaciara Dias      | Empresária e criadora de conteúdos digitais                  | 44    | 5.ª Expulsa em 6 de fevereiro de 2022  | [ 15 ] |
| Jay Oliver        | Cantor                                                       | 30    | 4.º Expulso em 1 de fevereiro de 2022  | [ 16 ] |
| Nuno Homem de Sá  | Ator                                                         | 59    | 3.º Expulso em 23 de janeiro de 2022   | [ 17 ] |
| Leandro           | Cantor                                                       | 34    | 2.º Expulso em 16 de janeiro de 2022   | [ 18 ] |
| Laura Galvão      | Atriz                                                        | 33    | Desistente em 16 de janeiro de 2022    | [ 19 ] |
| Hugo Tabaco       | DJ                                                           | 46    | 1.º Expulso em 9 de janeiro de 2022    | [ 20 ] |

### Bruno de Carvalho
Tem 49 anos. É conhecido, sobretudo, por ter sido o Presidente do Sporting Clube de Portugal, e da respetiva SAD, entre 2013 e 2018.
Neste mesmo ano, lançou a Fundação de Solidariedade Social Aragão Pinto, que tem como missão o apoio, desenvolvimento e integração social de crianças e jovens carenciados e deficientes. Atualmente, o ex-presidente do Sporting tem um novo hobby... é DJ. Na entrada para a casa do "Big Brother Famosos", tem apenas uma expectativa: orgulhar a família. Com uma personalidade irreverente, Bruno de Carvalho destaca como qualidades a resiliência e como defeitos a frontalidade e a pouca tolerância para a “estupidez humana”.

### Marta Gil
Tem 36 anos. Iniciou a sua carreira com apenas 10 anos, ao pisar o palco do Politeama. Cresceu a participar em filmes e séries juvenis como os Morangos com Açúcar e O Diário de Sofia. Mais tarde conquista o público infantil como apresentadora no Canal Panda e depois percorre o país com representações de teatro. Mais recentemente mudou-se para Los Angeles para viver o sonho americano. Esta foi uma das grandes experiências da atriz, mas terminou quando as produções das quais fazia parte foram canceladas devido à pandemia. Estratega, a atriz define-se ainda como competitiva, não revelando os planos para ganhar este reality show. O maior sonho é, um dia, ganhar um óscar. A atriz fez parte do elenco da primeira e da segunda temporada da novela Festa é Festa, da TVI.

### Francisco Pereira (Kasha)
Nome artístico de Francisco Maria Pereira, tem 32 anos, é um dos integrantes da banda D.A.M.A. Estudou Gestão, mas o sucesso da banda fê-lo largar tudo para se dedicar a tempo inteiro à música. Adora cozinhar e tem um restaurante/bar com amigos. No que diz respeito ao "Big Brother Famosos" tem as expectativas elevadíssimas. Refere que esta edição vai ser épica. Em relação a si destaca o seu bom acordar como uma mais-valia e aponta a preguiça e a desorganização como os seus principais obstáculos. O ex-namorado de Bárbara Bandeira refere que esta edição vai ser épica.

### Laura Galvão
Tem 33 anos. Começámos a vê-la na televisão em 2008 como protagonista da sexta série dos Morangos Com Açúcar. Depois cresceu a dar vida a outras personagens em inúmeras novelas e filmes. Para lá de atriz, confessa o gosto por ouvir as pessoas, o que aplica na sua outra atividade, a hipnoterapia.
Mãe de Índia, de 6 anos, confessa que a maior dificuldade na participação deste "Big Brother Famosos" será o afastamento da família, em particular da sua pequena filha.
Assume que tem muitas superstições, que a incomodam as intrigas e que tem como lema viver um dia de cada vez. Laura Galvão intepretou Raquel na novela Para Sempre, da TVI.

### Jorge Guerreiro
Tem 40 anos. É cantor de música popular portuguesa há 12 anos. Gosta de cantar ritmos de festa capazes de pôr todos a dançar.
A paixão pelas cantigas nasceu em miúdo, evoluiu para o vício do karaoke na adolescência e lançou o primeiro disco com a idade adulta. Tem um repertório musical vasto, muitas digressões, tendo ainda participado no Festival RTP da Canção. Define-se como honesto, pouco conflituoso, tolerante, mas capaz de se impor caso necessário e na entrada neste reality show, o mais novo de 7 irmãos, está já habituado a casas cheias.

### Mário Jardel
Tem 48 anos. Jardel foi a máquina goleadora, o único brasileiro a ganhar 2 botas de ouro na Europa. Chegou a Portugal em 1996, contratado por Pinto da Costa. Depois do Futebol Clube do Porto rumou à Turquia, regressando em 2001 para jogar no Sporting Clube de Portugal. Com 14 anos já lhe pagavam para o ver jogar futebol de rua e rapidamente passou a profissional no clube brasileiro do Grémio. Atacante e famoso pelos seus golos de cabeça, Mário Jardel conquista todas as glórias dentro e fora de campo.
O Super Mário, como era conhecido dentro das quatro linhas, vem agora para dentro da casa do Big Brother Famosos, assumindo que é uma pessoa muito frontal e que uma das suas maiores qualidades, é ser transparente. 

### Liliana Almeida
Tem 38 anos. Já editou 4 álbuns e vários singles, compôs temas com vários DJ e participou nos discos de Boss AC, Gutto, Cali, FF e Phoenix Rdc. Em 2021, fez parte do painel de 100 jurados do programa da TVI All Together Now. Tinha 17 anos quando decidiu candidatar-se a um programa de televisão de jovens cantoras. Foi uma das vencedoras o programa, o que conduziu à criação da girlsband Nonstop. Junto com as colegas, em 2006, representou Portugal na Eurovisão. Na entrada da casa do "Big Brother Famosos", confessa o receio de não conseguir expressar-se verdadeiramente em frente às câmaras e o de encontrar pessoas arrogantes. Refere ainda que tem a fobia de portas trancadas.

### Leandro
Tem 34 anos. Com o seu nome associado a reportórios românticos começou, curiosamente, pelo fado. Com apenas 12 anos entra na música e anos depois consagra-se, ao vencer a Grande Noite do Fado. Em 2006 esteve à conversa com Manuel Luís Goucha e cantou para homenagear a mãe e a avó falecidas. O seu talento foi então descoberto por um produtor discográfico que lhe abriu as portas para gravação do seu 1º álbum. Torna-se jovem revelação, soma concertos e músicas, conquista os tops nacionais e o coração dos fãs.
Paralelamente dedica-se às lutas de boxe. Na antevisão desta participação do "Big Brother Famosos" refere que, se tivesse um superpoder, gostaria de ler os pensamentos das pessoas.

### Jay Oliver
Tem 30 anos. Superou inúmeras contrariedades para emergir na área musical. A dificuldade em aceder aos estúdios levou-o a ter vários negócios de forma a poder sustentar as suas despesas com a música. Em 2015 Jay Oliver lança a sua primeira obra discográfica intitulada Longe de Ti. Na sua entrada para a casa do "Big Brother Famosos", Jay Oliver quer jogar a sério, emocionar-se, fazer amigos e divertir-se! Afinal, o seu lema de vida é "Hakuna Matata".

### Jaciara Dias
Tem 44 anos. Dá-se a conhecer como criadora de conteúdos digitais, empresária, modelo e atriz. Mas Jaciara é mais conhecida dos portugueses pela sua ligação a Deco, o jogador de futebol brasileiro. Tirou um curso de representação em Barcelona, onde viveu, e faz trabalhos fotográficos na área da moda.
No questionário do "Big Brother Famosos" dá nota 10 para o seu sentido de humor, esperando com ele conquistar os colegas e os portugueses.

### Hugo Tabaco
Tem 46 anos. Percorre espaços de diversão noturna de norte a sul do país, toca nos melhores espetáculos e festivais nacionais, viaja para pôr gente a dançar pelo mundo. Depois de vários anos a dar música, Hugo Tabaco é um empresário de sucesso e um reconhecido DJ português.
Caracteriza-se como um homem frontal, trabalhador, estratega e rejeita o cinismo e a hipocrisia. Ou, como ele diz ser o seu lema de vida: “quando sou bom, sou muito bom. Quando sou mau, sou melhor ainda.”
Supersticioso, diz entrar sempre, em qualquer lugar, com o pé direito. 

### Catarina Siqueira
35 anos. Sobe ao palco como atriz, mas canta e encanta com musicais que tem levado aos diferentes auditórios do país.
Estreou-se na TVI na oitava série de Morangos com Açúcar e participou no programa A Tua Cara não me é Estranha. Afastou-se da televisão e foi mãe de uma menina, esteve ligada a um projeto de restauração e chamou a atenção na internet e revistas ao perder 12 quilos em apenas 2 meses.
À resposta do que poderá irritar a atriz ao viver fechada com pessoas estranhas, enumera um rol de preocupações, entre elas: desarrumação, falta de higiene, falta de educação, pessoas egoístas e mentirosas.

### Nuno Homem de Sá
Tem 59 anos. Tem quase 30 anos dedicados à representação, a sua maioria na ficção da TVI. Estreou-se jovem, com 20 anos, na primeira novela portuguesa, Vila Faia.
Em 1984, parte para os Estados Unidos da América onde estudou música, informática, biologia e realização cinematográfica. 
Regressou a Portugal e à televisão onde somou personagens. Pelo meio formou um grupo de rock onde era vocalista, guitarrista e compositor.Participou  na primeira edição do Big Brother Famosos, em 2002. Vamos vê-lo no "Big Brother Famosos" apenas como se define: frontal e impulsivo, apesar de fazer meditação diariamente. No que toca à sua alimentação, já não come carne. Como sempre, garante que a sua participação não vai deixar os portugueses, nem os colegas, indiferentes.

## Presidência

### Primeira semana
O primeiro presidente do Big Brother Famosos 2022 foi Bruno de Carvalho. Ganhou uma votação express do público, com 78% dos votos, contra os 22% de Marta Gil, conquistando assim a primeira presidência da casa.

### Segunda semana
A segunda presidente do Big Brother Famosos 2022 foi Catarina Siqueira. Ganhou uma prova física contra Jaciara Dias, Liliana Almeida e Marta Gil.

### Terceira semana
O terceiro presidente do Big Brother Famosos 2022 foi Bruno de Carvalho. Venceu a prova da presidência contra Mário Jardel e Nuno Homem de Sá, regressando assim ao posto que ocupou na primeira semana.

### Quarta semana
A quarta presidente do Big Brother Famosos 2022 foi Catarina Siqueira. Venceu a prova da presidência contra Jorge Guerreiro, Kasha Pereira e Marta Gil, regressando assim ao posto que ocupou na segunda semana.

### Quinta semana
A quinta presidente do Big Brother Famosos 2022 foi Marta Gil. Ganhou a prova da presidência contra Jaciara Dias e Liliana Almeida.

### Sexta semana
O sexto presidente do Big Brother Famosos 2022 foi Mário Jardel. Venceu uma prova física contra Catarina Siqueira, Jorge Guerreiro e Liliana Almeida. Sua liderança não contou com uma imunidade, pois já estava nomeado para a próxima expulsão.

### Sétima semana
O último presidente do Big Brother Famosos 2022 foi Kasha Pereira. Os concorrentes tiveram que escolher quem eles queriam ver na presidência, nesta reta final do jogo. Esta liderança também não teve uma imunidade.

## Nomeações
|                 | Semana 1                                                                             | Semana 2                                               | Semana 3                                                                        | Semana 4                                                                        | Semana 5                                                     | Semana 6                                                    | Semana 7                                                       | Semana 8 Final                     | Semana 8 Final                    | Nomeações recebidas |
| --------------- | ------------------------------------------------------------------------------------ | ------------------------------------------------------ | ------------------------------------------------------------------------------- | ------------------------------------------------------------------------------- | ------------------------------------------------------------ | ----------------------------------------------------------- | -------------------------------------------------------------- | ---------------------------------- | --------------------------------- | ------------------- |
| Presidente      | Bruno                                                                                | Catarina                                               | Bruno                                                                           | Catarina                                                                        | Marta                                                        | Jardel                                                      | Kasha                                                          |                                    |                                   |                     |
| Nomeação direta | Liliana                                                                              | Jay                                                    | Jaciara Jorge                                                                   | Jardel Jay                                                                      | Kasha                                                        | Jardel Jorge                                                |                                                                |                                    |                                   |                     |
|                 |                                                                                      |                                                        |                                                                                 |                                                                                 |                                                              |                                                             |                                                                |                                    |                                   |                     |
| Kasha           | Catarina Jorge                                                                       | Bruno Jaciara Marta                                    | Catarina Marta Nuno                                                             | Bruno Jorge Liliana                                                             | Bruno Jorge Liliana                                          | Bruno Catarina                                              | Jardel                                                         | Vencedor (Dia 56)                  | Vencedor (Dia 56)                 | 8                   |
| Jorge           | Catarina Jaciara                                                                     | Jaciara Leandro Marta                                  | Catarina Jardel Jay                                                             | Jaciara Jardel Marta                                                            | Jaciara Jardel Liliana                                       | Kasha Marta                                                 | Liliana                                                        | 2.º lugar (Dia 56)                 | 2.º lugar (Dia 56)                | 18                  |
| Catarina        | Hugo Jorge                                                                           | Bruno Leandro Nuno                                     | Jardel Nuno                                                                     | Bruno Jardel Jorge                                                              | Jaciara Bruno Jorge                                          | Bruno Kasha Marta                                           | Marta                                                          | 3.º lugar (Dia 56)                 | 3.º lugar (Dia 56)                | 9                   |
| Marta           | Hugo Kasha                                                                           | Laura Leandro Nuno                                     | Jaciara Jay                                                                     | Bruno Jorge Liliana                                                             | Jaciara(2x) Liliana Jorge                                    | Bruno(2x) Liliana                                           | Kasha                                                          | 4.º lugar (Dia 56)                 | 4.º lugar (Dia 56)                | 20                  |
| Jardel          | Catarina Marta                                                                       | Bruno Laura Leandro                                    | Jaciara Jay Liliana                                                             | Bruno Jaciara Liliana                                                           | Liliana Bruno Jorge                                          | Liliana Bruno                                               | Marta                                                          | 5.º lugar (Dia 56)                 | 5.º lugar (Dia 56)                | 11                  |
| Liliana         | Hugo Jaciara                                                                         | Jaciara Marta Nuno(2x)                                 | Jardel Jay Nuno                                                                 | Jaciara Jardel Marta                                                            | Jardel Jaciara Jorge                                         | Kasha Catarina                                              | Catarina                                                       | Expulsa (Dia 50)                   | Expulsa (Dia 50)                  | 12                  |
| Bruno           | Hugo Jaciara                                                                         | Kasha Leandro Nuno                                     | Catarina Marta Nuno                                                             | Jaciara Jardel Marta                                                            | Jardel Jaciara Catarina                                      | Kasha Marta                                                 | Expulso (Dia 43)                                               | Expulso (Dia 43)                   | Expulso (Dia 43)                  | 20                  |
| Jaciara         | Kasha Marta                                                                          | Bruno Jorge Nuno                                       | Marta Nuno                                                                      | Bruno Jorge Marta                                                               | Bruno Liliana Jorge                                          | Expulsa (Dia 36)                                            | Expulsa (Dia 36)                                               | Expulsa (Dia 36)                   | Expulsa (Dia 36)                  | 16                  |
| Jay             | Em Quarentena                                                                        | Jorge Marta Nuno                                       | Marta(2x)                                                                       | Jardel Jorge Marta                                                              | Expulso (Dia 31)                                             | Expulso (Dia 31)                                            | Expulso (Dia 31)                                               | Expulso (Dia 31)                   | Expulso (Dia 31)                  | 5                   |
| Nuno            | Jaciara Jardel                                                                       | Bruno Jorge Leandro                                    | Catarina Jaciara Liliana                                                        | Expulso (Dia 22)                                                                | Expulso (Dia 22)                                             | Expulso (Dia 22)                                            | Expulso (Dia 22)                                               | Expulso (Dia 22)                   | Expulso (Dia 22)                  | 15                  |
| Leandro         | Hugo Jorge                                                                           | Bruno Marta Nuno                                       | Expulso (Dia 15)                                                                | Expulso (Dia 15)                                                                | Expulso (Dia 15)                                             | Expulso (Dia 15)                                            | Expulso (Dia 15)                                               | Expulso (Dia 15)                   | Expulso (Dia 15)                  | 7                   |
| Laura           | Catarina Marta                                                                       | Bruno Leandro Nuno(2x)                                 | Desistente (Dia 15)                                                             | Desistente (Dia 15)                                                             | Desistente (Dia 15)                                          | Desistente (Dia 15)                                         | Desistente (Dia 15)                                            | Desistente (Dia 15)                | Desistente (Dia 15)               | 3                   |
| Hugo            | Laura Marta                                                                          | Expulso (Dia 8)                                        | Expulso (Dia 8)                                                                 | Expulso (Dia 8)                                                                 | Expulso (Dia 8)                                              | Expulso (Dia 8)                                             | Expulso (Dia 8)                                                | Expulso (Dia 8)                    | Expulso (Dia 8)                   | 5                   |
|                 |                                                                                      |                                                        |                                                                                 |                                                                                 |                                                              |                                                             |                                                                |                                    |                                   |                     |
| Nomeados        | Catarina Hugo Jaciara Liliana Marta                                                  | Bruno Jay Leandro Nuno                                 | Jaciara Jardel Jorge Marta Nuno                                                 | Bruno Jardel Jay Jorge Marta                                                    | Jaciara Jorge Kasha Liliana                                  | Bruno Jardel Jorge Kasha                                    | Catarina Jardel Kasha Liliana                                  | Catarina Jardel Jorge Kasha Marta  | Catarina Jardel Jorge Kasha Marta |                     |
| Expulso(s)      | Hugo 75% (entre 2) para expulsar                                                     | Laura Desistente                                       | Nuno 61% (entre 2) para expulsar                                                | Jay 52% (entre 2) para expulsar                                                 | Jaciara 52% (entre 2) para expulsar                          | Bruno 53% (entre 3) para expulsar                           | Liliana 82% (entre 2) para expulsar                            | Jardel 11% (entre 5) para vencer   | Marta 15% (entre 4) para vencer   |                     |
| Expulso(s)      | Hugo 75% (entre 2) para expulsar                                                     | Leandro 87% (entre 2) para expulsar                    | Nuno 61% (entre 2) para expulsar                                                | Jay 52% (entre 2) para expulsar                                                 | Jaciara 52% (entre 2) para expulsar                          | Bruno 53% (entre 3) para expulsar                           | Liliana 82% (entre 2) para expulsar                            | Catarina 21% (entre 3) para vencer | Jorge 48% (entre 2) para vencer   |                     |
| Salvo(s)        | Liliana 25% (entre 2) Jaciara 16% (entre 3) Marta 4% (entre 5) Catarina 3% (entre 5) | Bruno 13% (entre 2) Nuno 8% (entre 3) Jay 3% (entre 4) | Jaciara 39% (entre 2) Jardel 3% (entre 3) Marta 2% (entre 5) Jorge 1% (entre 5) | Jardel 48% (entre 2) Bruno 31% (entre 3) Marta 15% (entre 4) Jorge 4% (entre 5) | Kasha 48% (entre 2) Liliana 32% (entre 3) Jorge 1% (entre 4) | Kasha 27% (entre 3) Jardel 20% (entre 3) Jorge 1% (entre 4) | Kasha 18% (entre 2) Jardel 10% (entre 3) Catarina 4% (entre 4) | Kasha 52% (entre 2) para vencer    | Kasha 52% (entre 2) para vencer   |                     |

## Transmissão
| Gala e Nomeações | Domingo - 21h30 - 0h30      | Cristina Ferreira |
| Extra            | Segunda à Sexta - 0h - 2h   | Marta Cardoso     |
| Diário           | Segunda à Sexta - 19h - 20h | Mafalda de Castro |
| Última Hora      | Segunda à Sexta- 18h - 19h  | Alice Alves       |
| A Semana         | Sábado                      | -                 |

## Audiências das galas
| Data                    | Rating | Share | Telespectadores | Ref.ª  |
| ----------------------- | ------ | ----- | --------------- | ------ |
| 2 de janeiro de 2022    | 17,5   | 29,8% | 1.655.800       | [ 21 ] |
| 9 de janeiro de 2022    | 11,9   | 20,6% | 1.123.000       | [ 22 ] |
| 16 de janeiro de 2022   | 13,9   | 23,7% | 1.312.000       | [ 23 ] |
| 23 de janeiro de 2022   | 14,1   | 24,8% | 1.337.000       | [ 24 ] |
| 1 de fevereiro de 2022  | 14,3   | 28,4% | 1.355.000       | [ 25 ] |
| 6 de fevereiro de 2022  | 11,2   | 20,9% | 1.058.000       | [ 26 ] |
| 13 de fevereiro de 2022 | 15,1   | 26,7% | 1.426.000       | [ 27 ] |
| 20 de fevereiro de 2022 | 12,7   | 23,6% | 1.207.000       | [ 28 ] |
| 26 de fevereiro de 2022 | 14,3   | 28,4% | 1.350.000       | [ 29 ] |